# Вощанки
Вощанки (бел. Вашчанкі) — деревня в Литвиновичском сельсовете Кормянского района Гомельской области Беларуси.
На северо-западе граничит с лесом.

## География

### Расположение
В 12 км на север от Кормы, 72 км от железнодорожной станции Рогачёв (на линии Могилёв — Жлобин), в 122 км от Гомеля.

### Гидрография
На реке Вилейка (приток реки Сож).

## Транспортная сеть
Транспортные связи по просёлочной, затем автомобильной дороге Корма — Литвиновичи. Планировка состоит из криволинейной улицы с 2 переулками, ориентированной с юго-востока на север. Застройка двусторонняя, деревянная усадебного типа.

## История
Согласно письменным источникам известна с XVI века как селение в Речицком повете Минского воеводства Великого княжества Литовского. Согласно инвентаря 1704 года деревня 3 дыма и при ней Василевская Слобода, в Литвиновичском войтовстве Чечерского староства.
После 1-го раздела Речи Посполитой (1772 год) в составе Российской империи. Согласно ревизских материалов 1859 года во владении графа И. И. Чернышова-Кругликова. Согласно переписи 1897 года действовали хлебозапасный магазин, 2 ветряные мельницы. В 1909 году 530 десятин земли, работали школа, мельница; в Кормянской волости Рогачёвского уезда Могилёвской губернии.
В 1930 году организован колхоз. Во время Великой Отечественной войны на фронтах и в партизанской борьбе погибли 150 жителей. Согласно переписи 1959 года в составе колхоза имени М. П. Лепешинского (центр — деревня Литвиновичи), располагались клуб, отделение связи, фельдшерско-акушерский пункт.

## Население

### Численность
- 2004 год — 69 хозяйств, 164 жителя.

### Динамика
- 1704 год — 3 дыма.
- 1765 год — 21 хозяйство.
- 1897 год — 61 двор, 446 жителей (согласно переписи).
- 1909 год — 79 дворов, 579 жителей.
- 1959 год — 717 жителей (согласно переписи).
- 2004 год — 69 хозяйств, 164 жителя.

## Известные уроженцы
- Т. К. Бацанов — генерал-майор.
- ((Карпенков,Степан Харланович)С.Х. Карпенков)- лауреат Государственной премии Российской Федерации в области науки и техники,академик Российской академии естественных наук, доктор технических наук,профессор,заведующий кафедрой естествознания Государственного университета управления.